# Estádio Independência
Het Estádio Raimundo Sampaio informeel: Estadio Independência is een voetbalstadion in Belo Horizonte in Brazilië. Het wordt bespeeld door América FC. Tegenwoordig is de capaciteit ruim 23.000 toeschouwers. Het werd gebruikt tijdens het WK voetbal in 1950 toen er drie wedstrijden werden gespeeld. Bij dat toernooi bedroeg de capaciteit 30.000. Tussen 1950 en 2019 speelde ook Atlético Mineiro in het stadion. 
Voor het WK in 2014 wordt geen gebruik gemaakt van Independência. Voor dit toernooi is een ander stadion in Belo Horizonte, het Mineirão uit 1965 geheel gerenoveerd zodat het plaats kan bieden aan ruim 62.000 toeschouwers.

## WK interlands
| № | Datum        | Wedstrijd                   | Uitslag | Competitie             | Toeschouwers |
| - | ------------ | --------------------------- | ------- | ---------------------- | ------------ |
| 1 | 25 juni 1950 | Joegoslavië – Zwitserland   | 3 – 0   | WK 1950 Groepsfase (A) | 7.500        |
| 2 | 29 juni 1950 | Verenigde Staten – Engeland | 1 – 0   | WK 1950 Groepsfase (B) | 10.000       |
| 3 | 2 juli 1950  | Uruguay – Bolivia           | 8 – 0   | WK 1950 Groepsfase (D) | 6.000        |

Estádio do Maracanã (Rio de Janeiro) · Estádio do Pacaembu (São Paulo) · Estádio Sete de Setembro (Belo Horizonte) · Estádio Durival de Britto (Curitiba) · Estádio dos Eucaliptos (Porto Alegre) · Estádio Ilha do Retiro (Recife)